# 新疆生产建设兵团第四师七十二团
新疆生产建设兵团第四师七十二团是中华人民共和国新疆生产建设兵团第四师下辖的一个团。

## 行政区划
新疆生产建设兵团第四师七十二团下辖以下单位：
团部、一连、二连、三连、四连、六连、七连、八连、九连、十连、十一连、十二连、十三连、十四连和七十二团焦化厂生活区。